# Зарудна Наталія Миколаївна
Наталія Миколаївна Зарудна (15 лютого 1950, Чернівці, Українська РСР, СРСР) — українська дипломатка. Надзвичайний та Повноважний Посол України.

## Біографія
Народилася 15 лютого 1950 року у місті Чернівці. Закінчила Київський державний університет ім. Т.Шевченка (1973), за фахом — філологиня, викладачка англійської та іспанської мов.
З 1973 по 1992 — перекладачка, гід-перекладачка першої категорії англо-американської групи Київського відділення Держкомінтуристу при РМ СРСР.
З 1992 — друга секретарка МЗС України.
З 1992 по 1993 — перша секретарка МЗС України.
У 1993 — виконувачка обов'язків начальника відділу інформації МЗС України.
З 1993 по 1994 — завідувачка відділу зв'язків з посольствами Управління інформації МЗС України.
З 1994 по 1996 — завідувачка відділу зв'язків з посольствами, виконуюча обов'язки начальника Управління інформації МЗС України.
З 1996 по 1999 — радниця, виконуюча обов'язки радника-посланника Посольства України в США, заступниця постійного спостерігача України при Організації Американських Держав.
З 1999 по 2000 — начальниця 4-го територіального управління МЗС України.
З 01.2000 по 03.2000 — прес-секретарка Прем'єр-міністра України, керівник Прес-служби та Служби протоколу КМ України.
З 01.2000 по 06.2001 — прес-секретарка Прем'єр-міністра України — керівник Прес-служби КМ України.
З 12.2001 — виконуюча обов'язки начальника Управління культури та гуманітарного співробітництва МЗС України.
З 25.12.2001 — заступниця Голови Національної комісії України у справах ЮНЕСКО, брала участь у роботі Виконавчої Ради ЮНЕСКО.
З 10.2002 по 09.2003 — заступниця Державного секретаря Міністерства закордонних справ України.
З 12.2004 по 04.09.2008 — Надзвичайний та Повноважний Посол України в Королівстві Данія.
З 04.09.2008 — 16.12.2011 — Надзвичайний та Повноважний Посол України у Федеративній Республіці Німеччина.
У 2012 — 2015[уточнити]— керівниця програм ОБСЄ в Астані.

## Дипломатичний ранг
- Надзвичайний та Повноважний Посол (2008)[13].
- Державний службовець 3-го класу.

## Джерело
Енциклопедія сучасної України [Архівовано 23 листопада 2021 у Wayback Machine.]
Гендерні особливості дипломатичної служби [Архівовано 2 листопада 2021 у Wayback Machine.]